# Angels (musikalbum av The 69 Eyes)
Angels är ett album från finska goth rock-bandet The 69 Eyes som släpptes 5 mars 2007, som en uppföljare på deras föregående album Devils.
Singeln Perfect Skin släpptes redan 2006.

## Låtlista
1. "Angels" - 4:00
2. "Never Say Die" - 3:29
3. "Rocker" - 3:39
4. "Ghost" - 4:17
5. "Perfect Skin" - 3:45
6. "Wings & Hearts" - 5:05
7. "Star of Fate" - 4:51
8. "Los Angeles" - 3:48
9. "In My Name" - 3:36
10. "Shadow of Your Love" - 3:43
11. "Frankenhooker" - 4:04